# Grmoliki grašar
Grmoliki grašar (šibika žuta, lat. Hippocrepis emerus subsp. emeroides, sin.: Coronilla emeroides) je grm iz porodice mahunarki koju često nalazimo u listopadnim šumama, šikarama, makiji, a također i na kamenjarskim pašnjacima. 
Grmoliki grašar ne pripada rodu grašara (Coronilla) nego u potkovice (Hippocrepis). Mlade biljke imaju glatku koru zelene boje, a s godinama ona poprima sivkasto-zelenu boju. Listovi su neparno perasti, sastavljeni od 7 do 9 jajolikih, golih liski, svijetlozelene boje, dužine 1-2 cm. Cvjetovi su žuti, pojavljuju se u obliku cvatova sastavljenih od 5-7 cvjetova, na zajedničkoj stapki dugoj oko 2 cm. Čaška cvijeta je maslinastozelena, s kratkim zupcima. Ova biljka cvijeta krajem proljeća i početkom ljeta, odnosno u svibnju i lipnju. Plod je člankovita mahuna koja se ne otvara.